# 阳协
阳协，五胡十六国時代前燕人物，右北平郡無終县（今天津市蓟州区）人。
阳协与阳骛同宗，是鲜卑慕容部大人慕容皝属下的主要的汉族官僚。337年九月，他和封奕等人，劝说慕容皝自称燕王，慕容皝同意，于是建立前燕政权。封奕被任命为国相（相当于丞相），韩寿为司马（相当于大司马），裴開为奉常（相当于太常），陽騖为司隶（相当于司隶校尉），王寓为太仆，李洪为大理（相当于廷尉），杜群为纳言令（相当于尚书令），劉瞻、宋該、石琮为常伯（相当于侍中），封裕为记室监（相当于中书监），张泓和宋晃、平熙担任将军。而阳协和皇甫真担任冗骑常侍（相当于散骑常侍）。